# Dziewięcierz
Dziewięcierz – wieś w Polsce, położona w województwie podkarpackim, w powiecie lubaczowskim, w gminie Horyniec-Zdrój.
W latach 1975–1998 wieś administracyjnie należała do województwa przemyskiego.
Na terenie miejscowości znajduje się rezerwat przyrody Sołokija.
Wierni Kościoła rzymskokatolickiego należą do parafii Niepokalanego Poczęcia Najświętszej Maryi Panny w Horyńcu-Zdroju.

## Części wsi
| SIMC    | Nazwa    | Rodzaj     |
| ------- | -------- | ---------- |
| 0602791 | Moczary  | przysiółek |
| 0602800 | Słotwina | przysiółek |

## Historia
Wieś pierwotnie nazywała się Dziewięciory (Девятири). Powstała w latach 1565–1566, lokowana na surowym korzeniu przez starostę lubaczowskiego Andrzeja Myszkowskiego jako wieś królewska. W 1630 r. liczyła 56 domów. Wsią królewską pozostawała do 1778 r., potem była własnością szlachecką, na początku XX w. majątek rozparcelowano.
Przed 1945 r. w skład Dziewięcierza wchodziły przysiółki: Dolina Dunajecka, Popowa Dolina, Czornije, Dąbrówki, Hruszki, Kernycia, Kowale, Łuh, Moczary, Śniegury, Sołotwyna, Srocze Łozy, Trostianka (najdalszy oddalony był 3 km od cerkwi).
W XVII-XVIII w. we wsi rozwinęło się rzemiosło garncarskie i kamieniarskie, dzięki sąsiednim ośrodkom: Potyliczowi, który był ważnym ośrodkiem garncarskim dzięki bogatym zasobom glinki garncarskiej i fajansowej, oraz Brusnu, ośrodkowi kamieniarskiemu ze złożami piaskowca i wapienia. Odpowiedni do obróbki kamień znajdował się także na wschód od Dziewięcierza, w miejscu gdzie w latach 80. XVIII w. w ramach kolonizacji józefińskiej założono niemiecką kolonię Einsingen, której mieszkańcy otworzyli kamieniołom.
W XVII w. funkcjonowało 16 warsztatów garncarskich, a ponadto huta żelaza. We wsi był także młyn i karczmy. Dziewięcierz leżał przy rozgałęzieniu szlaków, na wschód do Potylicza i Rawy Ruskiej oraz na północ do Werchraty.
Zapewne bogactwo miejscowych rzemieślników i dogodne położenie umożliwiły zrealizowanie potężnej inwestycji, którą była budowa monumentalnego założenia cerkiewnego w latach 1749–1750 (data na podstawie napisów na krzyżach na bramie wschodniej i zachodniej muru wokół cerkwi, odczytana 18 sierpnia 2014 r. przez Swiatosława Gala i Szymona Modrzejewskiego). Nazwisko ówczesnego parocha nie jest znane.

## Zabytki
Według rejestru zabytków NID na listę zabytków wpisany jest cmentarz greckokatolicki, obecnie komunalny, z poł. XIX w., nr rej.: A-1281 z 12.09.1990.
We wsi znajdowała się drewniana cerkiew Podwyższenia Krzyża Świętego, zbudowana w latach 1837–1839 na miejscu starszej, zniszczona w czasie II wojny światowej.
Nieopodal cerkwiska znajdują się ruiny plebanii i kapliczka na wodzie z basenem, która była używana przez grekokatolików podczas święta Jordanu.
Na terenie wioski znajduje się również 17 przydrożnych kamiennych krzyży bruśnieńskich, które pochodzą z ludowych warsztatów kamieniarskich w Starym Bruśnie.

## Galeria

Cerkwisko
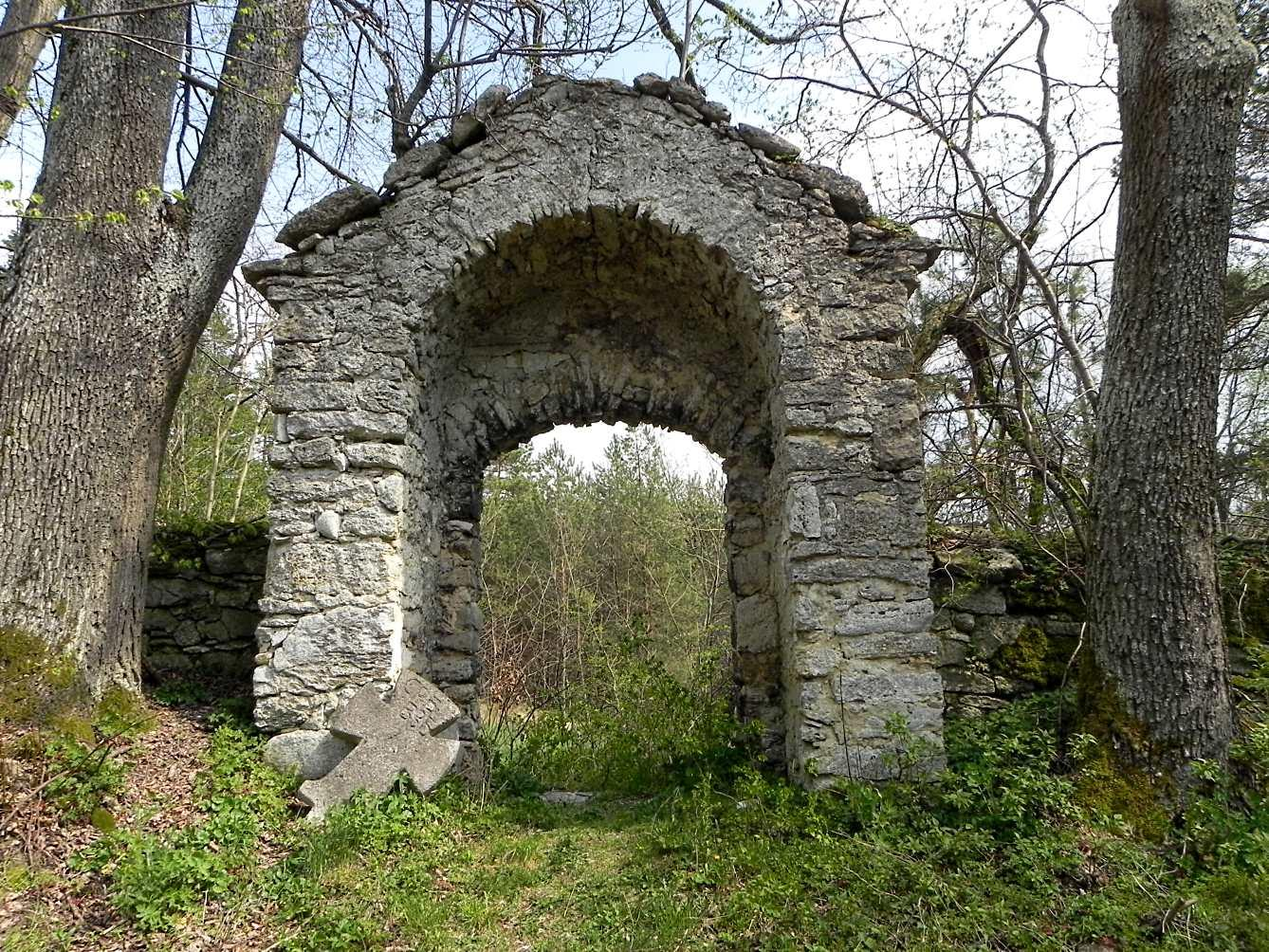
Brama wschodnia w murach obronnych cerkwi
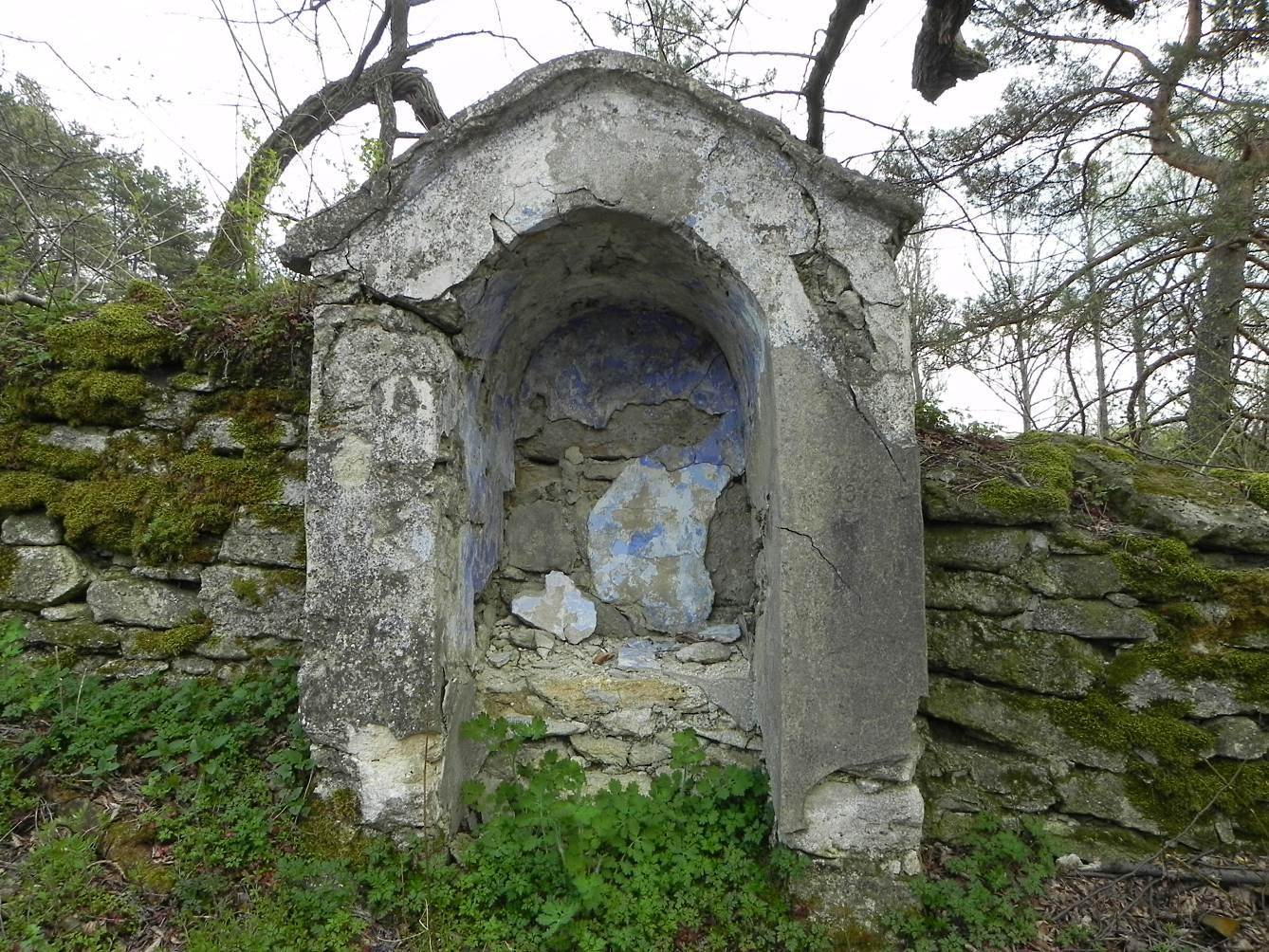
Kapliczka w murze z resztkami polichromii
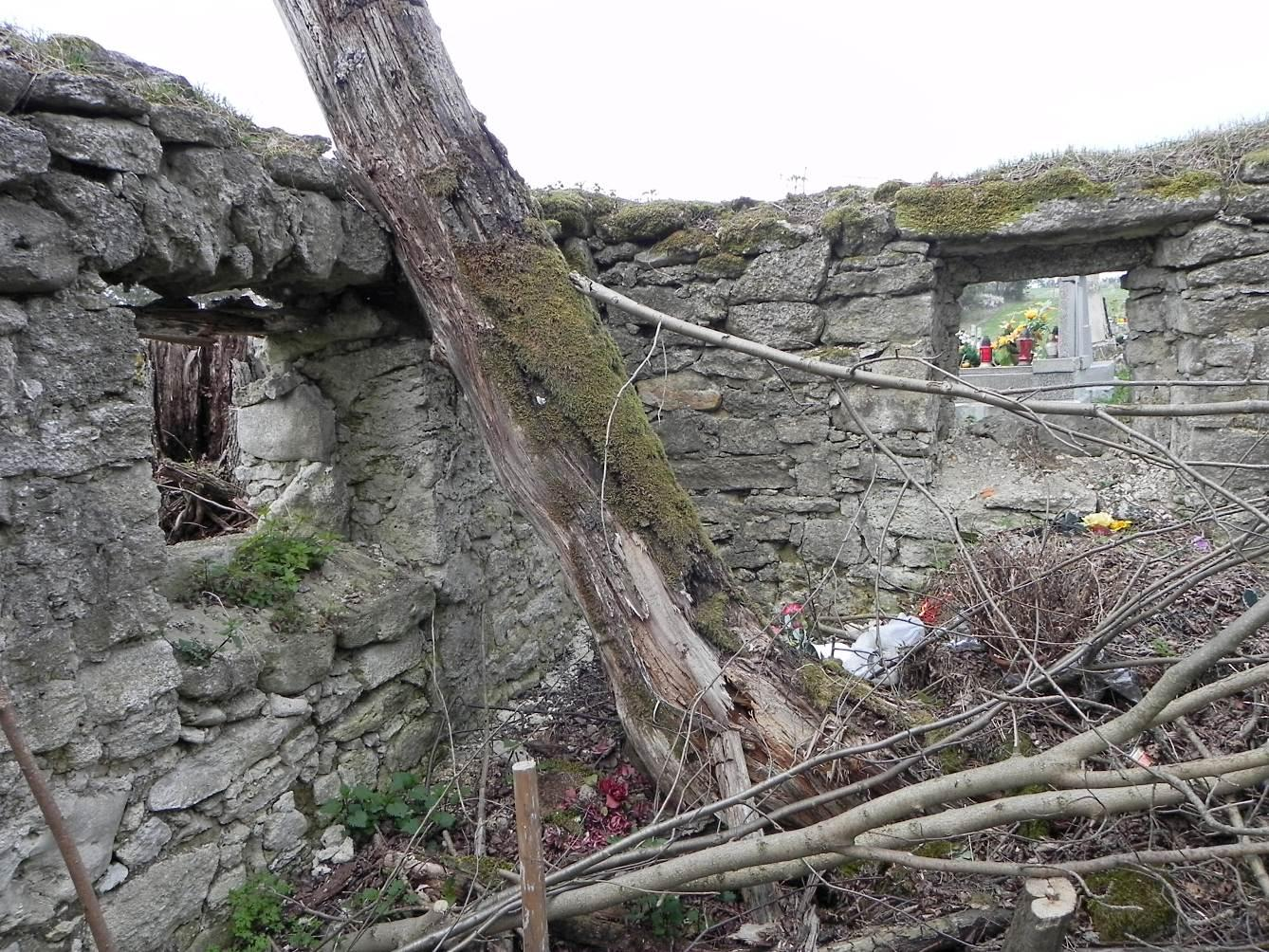
Pozostałości budynku w północno-wschodnim narożniku

Cmentarz greckokatolicki
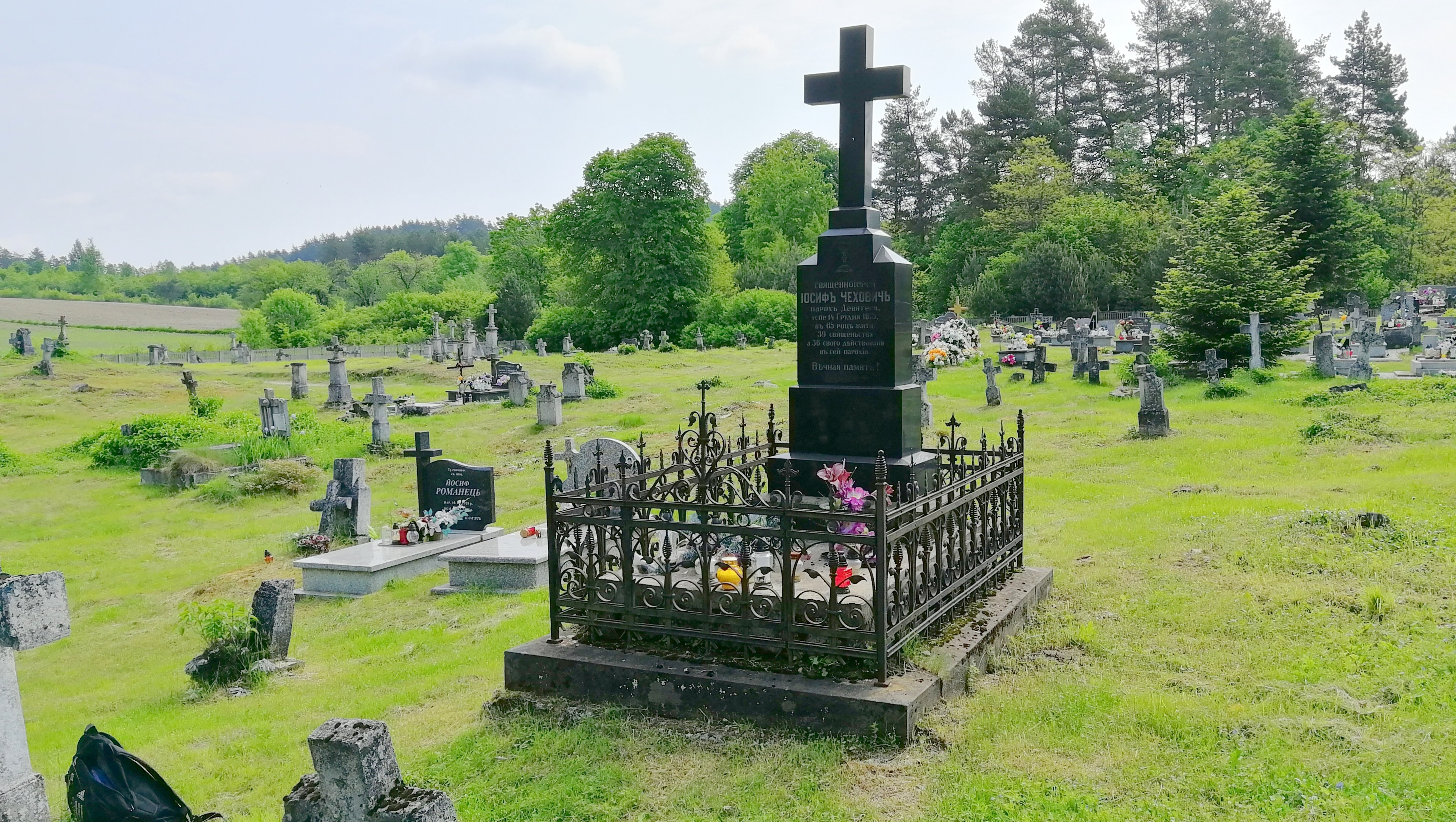
Grób proboszcza Josefa Czechowicza (1810–1875)
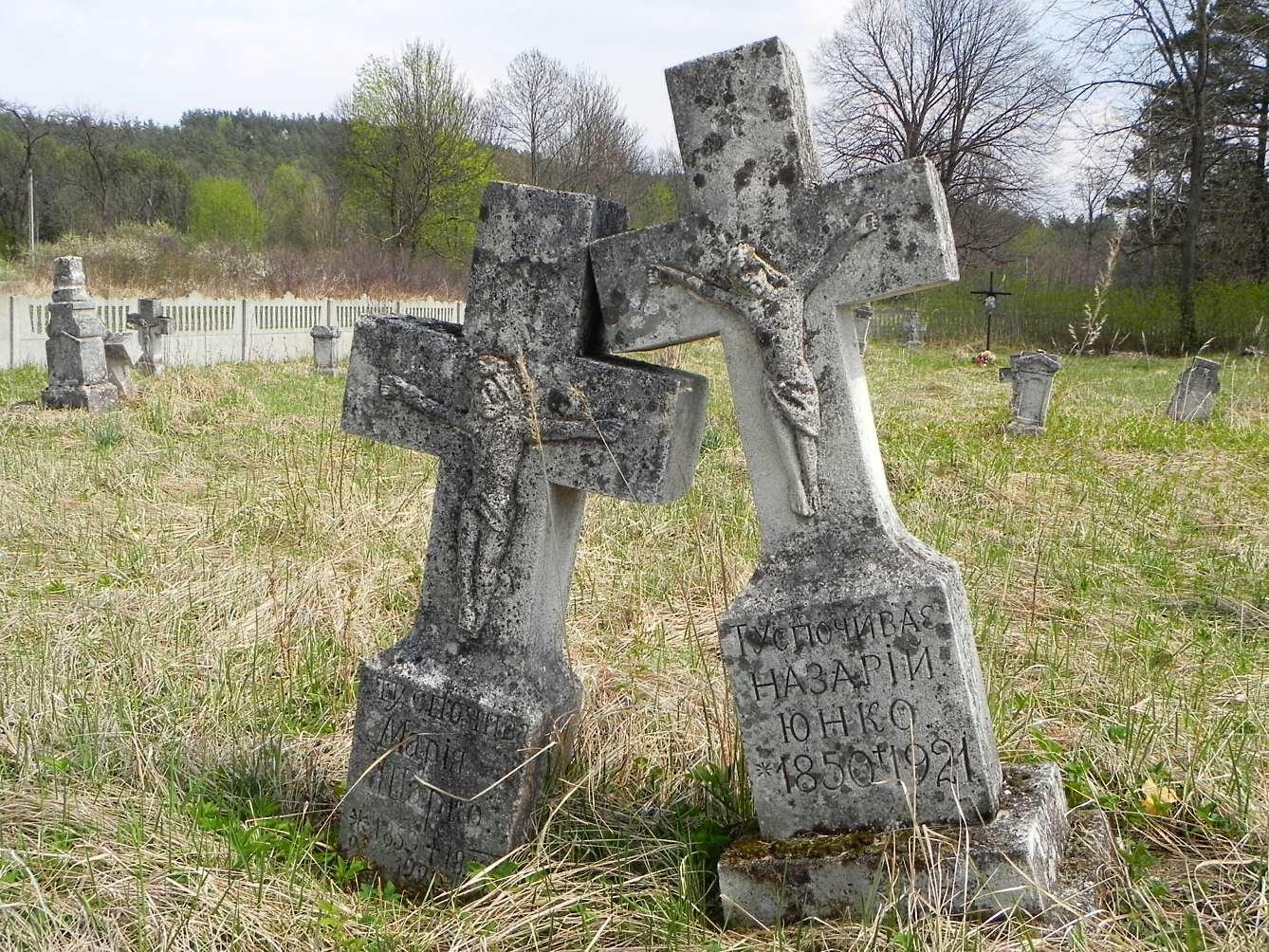
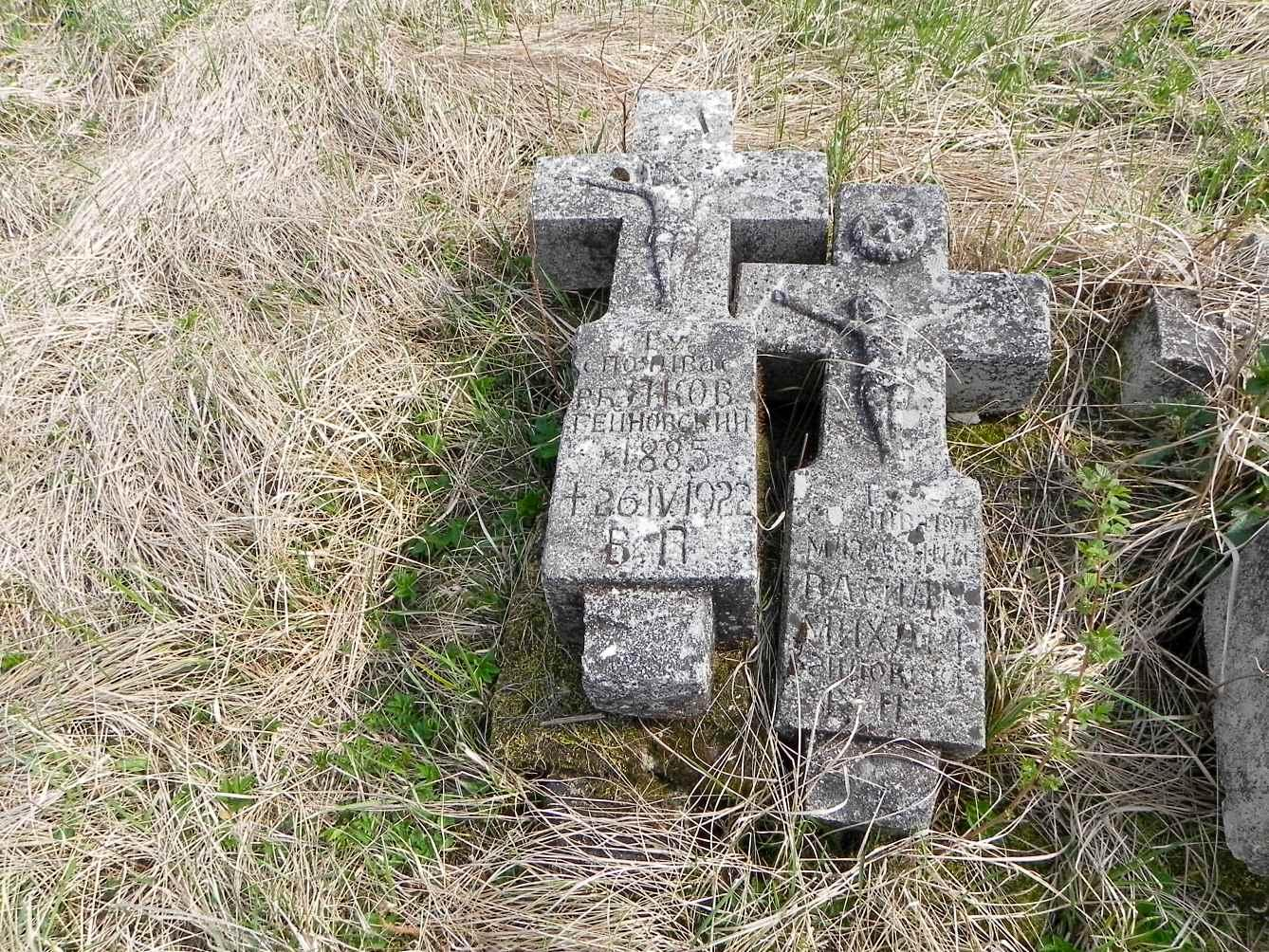